# Scipione Manni

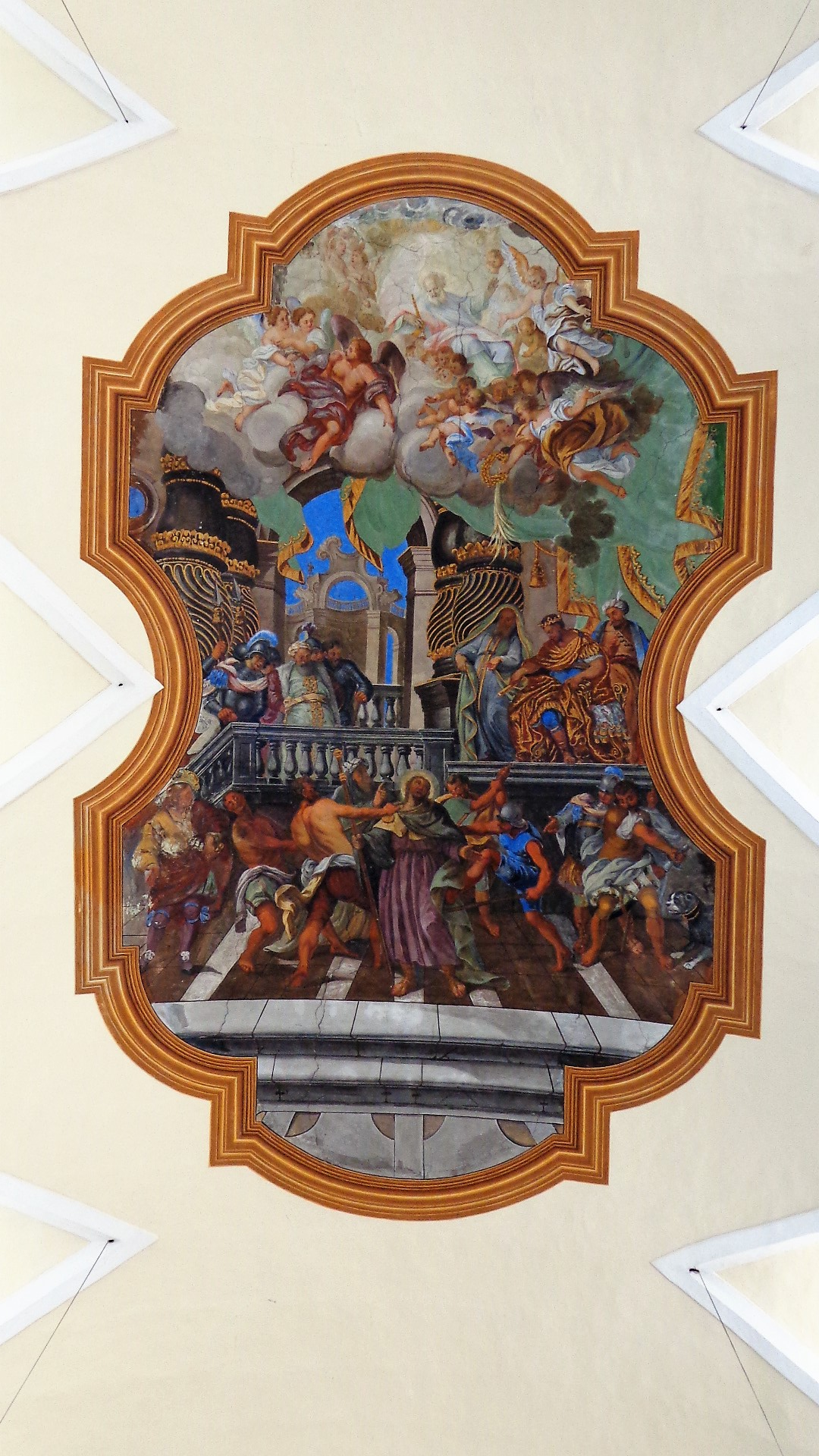
Affresco nella Chiesa di San Giacomo Apostolo (Milazzo)

Scipione Manni, o Scipio Manni (1705 – 1770), è stato un pittore italiano.

## Biografia

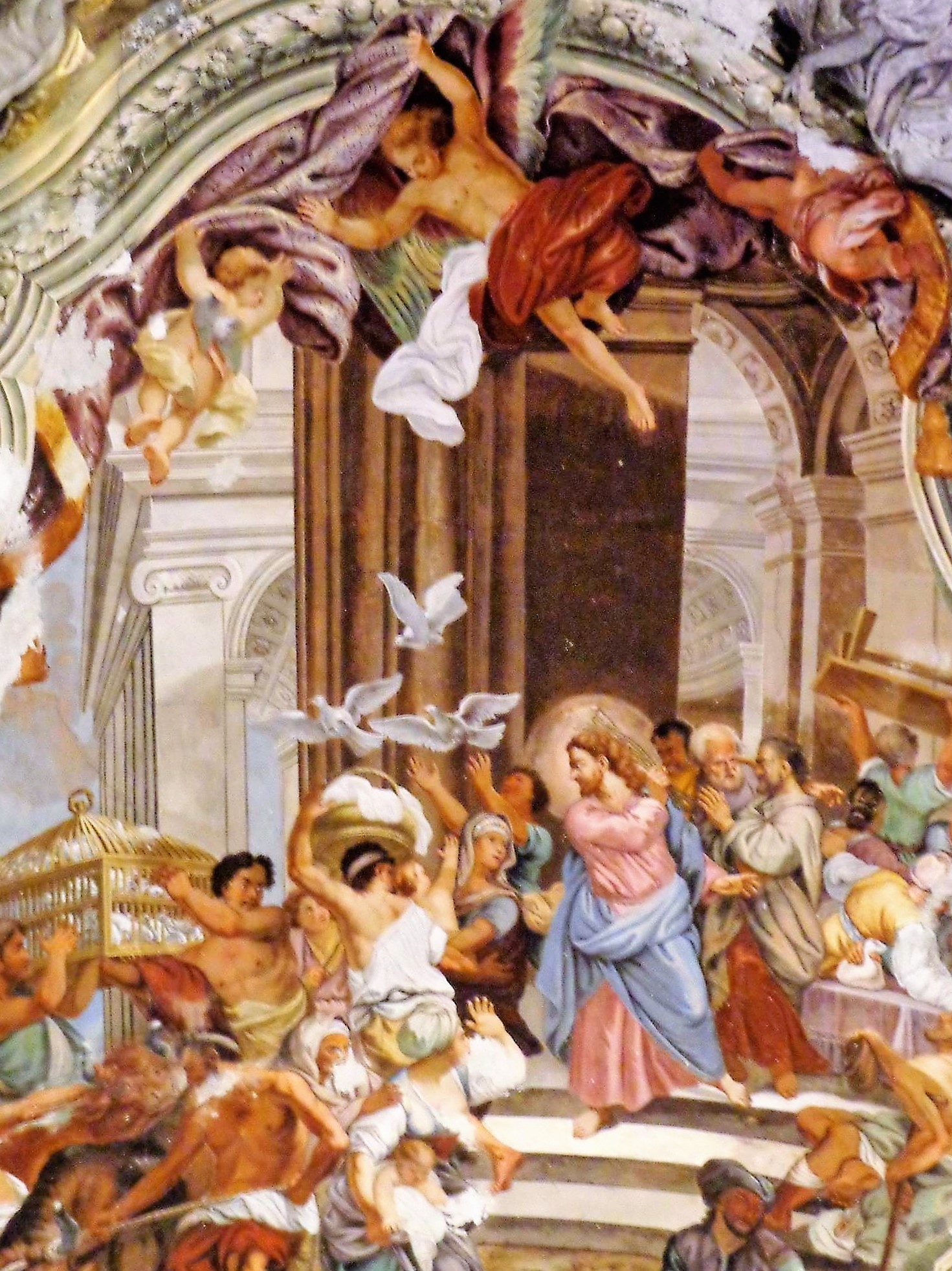
Dettaglio affresco volta chiesa di Santa Maria Maggiore di Milazzo.

Scarne e incomplete le informazioni sulle origini e formazione. Probabilmente partenopeo ma, milazzese d'adozione, città ove si concentra la maggior parte della sua produzione pittorica.

## Opere
- 1755, Ciclo, affreschi, Maddalena che lava i piedi e Giuditta ed Oloferne, Assunzione della Madonna e Rachele episodi deteriorati, opere presenti nella chiesa del Santissimo Salvatore di Milazzo.
- 1761, Presentazione al Tempio affresco, opera presente nella chiesa di Santa Margherita, Calvaruso di Villafranca Tirrena
- 1762c., Ciclo, pitture raffiguranti la Madonna della Neve, la Natività e l'Adorazione dei Magi, opere custodite nella chiesa di Santa Maria Maggiore di Milazzo.
- 1762, Ciclo, affreschi raffiguranti la Presentazione di Gesù al Tempio nell'abside, Gesù che caccia i mercanti dal tempio volta della navata, opere presenti nella chiesa di Santa Maria Maggiore di Milazzo.
- XVIII secolo, Ciclo, pitture, Natività coi Pastori e Madonna Pastorella, dipinti su tela, opere documentate nella chiesa del Santissimo Salvatore e dal 1997 restaurate e custodite nel duomo di Santo Stefano Protomartire di Milazzo.
- XVIII secolo, Ciclo, pitture raffiguranti l'Adorazione dei Magi (1755) e il Martirio di San Sebastiano (1753), opere custodite nel duomo di Santo Stefano Protomartire di Milazzo.
- XVIII secolo, Ciclo, affreschi del sottocoro e Angelo, opere superstiti presenti nel santuario di San Francesco da Paola di Milazzo.[1]
- XVIII secolo, San Giacomo condotto al martirio, affresco, opera presente nella chiesa di San Giacomo Apostolo di Milazzo.
- XVIII secolo, Ciclo, pitture, Annunciazione, Cristo Crocifisso ritratto con la Beata Vergine Maria - Santa Maria Maddalena e San Giovanni Evangelista, opere custodite nella chiesa di San Giacomo Apostolo di Milazzo.

## Galleria d'immagini
Martirio di San Sebastiano, Natività coi Magi, Cristo Crocifisso, Annunciazione